# Pokémon Shuffle
Pokémon Shuffle es un juego tipo rompecabezas de la saga de Pokémon que se encuentra gratuito para Nintendo eShop, Google Play y Appstore. El objetivo es alinear a los Pokémon para debilitar al enemigo

## Actualizaciones
- Enero de 2015: Se anunció el juego.

- Febrero de 2015: Se lanzó el juego en la consola Nintendo 3DS.

- Agosto de 2015: Se lanzó el juego en Google Play y Appstore.

## Objetivo
El objetivo es alinear Pokémon de la misma especie para que desaparezcan del área de juego y poder así superar las diferentes fases. Dentro de cada fase, puedes causar daño al Pokémon al rival alineando tres o más Pokémon iguales para hacerlos desaparecer.
Cada fase proporciona un número limitado de turnos para mover a nuestros Pokémon sin límite de tiempo. Para superar cada fase, se tendrá que reducir a cero los PS del Pokémon rival con un número determinado de turnos. El objetivo de todos es capturar todos y cada uno de los Pokémon disponibles en el juego. Además habrá eventos especiales en los cuales podremos capturar Pokémon exclusivos.

## Información general
Este juego tiene una mecánica similar a Pokémon Link! y Pokémon Link: Battle!, donde hay que alinear tres o más Pokémon para causar daño al rival. Una chica llamada Amelia guía al jugador al principio en la aventura capturando Pokémon. Se disponen de hasta un máximo de cinco corazones que se van recargando cada treinta minutos. Los corazones son importantes, ya que cada uno es consumido cada vez que se quiera acceder a un nivel del juego. Cada nivel pone una serie de turnos máximos en el que se pueda completar. Cada Pokémon tiene un ratio de captura, el cual varía según la especie. Si se completa un nivel y sobran turnos, estos ayudarán en aumentar el ratio de captura del Pokémon.
Una vez se tengan una serie de Pokémon, en los distintos niveles se puede observar que el Pokémon rival es de un determinado tipo. Según el Pokémon de apoyo que se utilice (hasta un máximo de cuatro), se tendrá más o menos ventaja. Existe además un botón para que la consola automáticamente seleccione los Pokémon recomendables a utilizar en esa fase.

## Historia
La historia comienza cuando una periodista llamada Amelia se presenta en la Bahía Blanca:
¡Ah, hola! ¡Por fin aquí! Quieres conocer infinidad de Pokémon, ¿no? Yo soy Amelia y trabajo de reportera, y voy a seguir a fondo tu progreso. Encantada de conocerte.
Amelia enseña la mecánica del juego y guía al jugador durante los cinco primeros niveles hasta que ha explicado cómo equipar Pokémon y los aspectos básicos. Al llegar a la fase 10, aparece un entrenador, el cual quiere combatir contra el jugador y Amelia te anima a aceptar el reto. Al acabar se pasa a la siguiente área llamada Bazar Beige donde Amelia enseña a usar las megapiedras. No es hasta la mitad de esta área donde Amelia explica qué es el registro y cómo funciona. Durante las siguientes áreas se dedica a explicar ciertos cambios o novedades que se desbloquean.

## Compras
El juego posee microtransacciones con el cual se usa dinero de verdad en la Nintendo eShop para facilitar las cosas en el juego, ya sea comprando mejor tipos de Poké Balls, tener más corazones sin esperar o similares. Los corazones y monedas se pueden comprar además con gemas que se obtienen en fases especiales.

## Recepción
Pokémon Shuffle recibió reseñas mixtas de parte de los críticos, ganando un 56/100 en Metacritic, y un 59.58% en GameRankings.